# Aílton

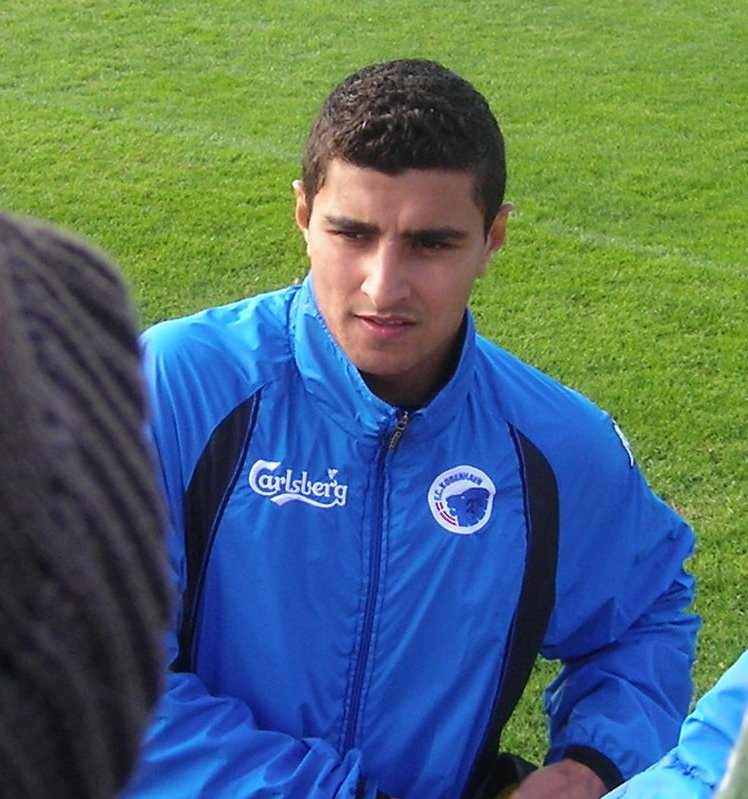
Aílton Almeida.

Aílton är ett mansnamn i portugisisktalande länder. Namnet bärs bland annat av flera brasilianska fotbollsspelare.

## Personer med namnet Aílton
- Aílton Almeida, född 1984, brasiliansk fotbollsspelare.
- Aílton Gonçalves da Silva, född 1973, brasiliansk fotbollsspelare.
- Aílton Corrêa Arruda, född 1937, brasiliansk fotbollsspelare.
- Aílton Lira da Silva, född 1951, brasiliansk fotbollsspelare.
- José Aílton da Silva, född 1977, brasiliansk fotbollsspelare.